# Castillos (Soriano)
Castillos, auch als Pueblo Castillos bezeichnet, ist eine Ortschaft in Uruguay.

## Geographie
Sie befindet sich im Süden des Departamento Soriano in dessen Sektor 5. Castillos liegt südöstlich von Perseverano und westlich des Río San Salvador auf den im Norden in rund drei bis vier Kilometer Entfernung der Arroyo San Martín trifft. Wenige Kilometer südlich verläuft die Grenze zum Nachbardepartamento Colonia.

## Einwohner
Castillos hatte bei der Volkszählung im Jahre 2004 163 Einwohner.
| Jahr | Einwohner |
| ---- | --------- |
| 1996 | -         |
| 2004 | 163       |

Quelle: Instituto Nacional de Estadística de Uruguay